# Красноборское сельское поселение (Карелия)
Краснобо́рское се́льское поселе́ние — муниципальное образование в Пудожском районе Республики Карелия Российской Федерации.
Административный центр — посёлок Красноборский.

## История
Сельское поселение образовано Законом от 1 ноября 2004 года.

## Население
| 2009 | 2010  | 2012  | 2013  | 2014  | 2015 | 2016 |
| ---- | ----- | ----- | ----- | ----- | ---- | ---- |
| 1201 | ↘1096 | ↘1072 | ↘1048 | ↘1026 | ↘984 | ↘967 |
| 2017 | 2018  | 2019  | 2020  | 2021  | 2023 |      |
| ↘957 | ↘909  | ↘879  | ↘857  | ↘779  | ↘749 |      |

## Населённые пункты
В сельское поселение входят 5 населённых пунктов:
| № | Населённый пункт | Тип населённого пункта | Население |
| - | ---------------- | ---------------------- | --------- |
| 1 | Гакугса          | деревня                | ↘107      |
| 2 | Каршево          | деревня                | ↘314      |
| 3 | Красноборский    | посёлок                | ↘410      |
| 4 | Нигижма          | деревня                | ↘75       |
| 5 | Чернореченский   | посёлок                | ↘142      |

## Местное самоуправление
Главы сельского поселения
- Соляной Пётр Васильевич[17]
- с 16.04.2023 года — Людмила Васильевна Подкопаева[18]